# Claudi de Guisa
Claudi de Lorena o Claudi de Guisa (nascut el 20 d'octubre de 1496 a Condé, a Lorena - mort el 12 d'abril de 1550 a Joinville, a Xampanya, comte (1508), després duc d'Aumale (1547), comte (1520) i després duc de Guisa (1528), va ser un militar francès i el fundador de la família de Guisa.

## Biografia

### Príncep de Lorraine
Fill petit de Renat II, Duc de Lorena i de Filipa de Gueldre, el príncep Claudi de Lorena va néixer al castell de Condé, avui situat a Custines. La seva educació fou confiada a Tomàs de Pfaffenhofen i a Euvrard de Dommartin, batlle dels Vosges.
El duc Renat va morir quan Claudi no tenia més que tretze anys. Segon fill. va rebre les possessions franceses del seu pare i fou llavors baró de Joinville, Mayenne, Elbeuf, Harcourt (nominal) i Boves; per la seva baronia de Joinville, fou senescal de Xampanya.

### Una joventut francesa
La mare de Claudi va introduir llavors al seu fill a la cort de França, on va freqüentar al seu cosí el comte d'Angulema, futur Francesc I de França. Passarà una part de la seva joventut a la cort; serà llavors naturalitzat francès el 1506 per carta del rei Lluís XII de França, però els detractors dels Guisa al segle xvi, a causa dels seus vincles familiars, els continuaran considerant estrangers. En efecte, els membres de la casa de Guisa, lorenesos, com els Rohan, bretons, els Savoia-Nemours, savoians, i més tard els Grimaldi, monegascos, rebran a la cort els honors deguts als prínceps procedents de cases sobiranes estrangeres.
Claudi de Lorena es va casar el 1513 amb Antonieta de Borbó-Vendôme, filla de Francesc de Borbó-Vendôme i de Maria de Luxemburg, en presència del rei Lluís XII.

### Company d'armes de Francesc I
Quan Francesc I va accedir al tron el 1515, Claudi de Lorena fou anomenat coper del rei i va entrar en el seu consell. Quan el rei va decidir marxar en campanya a Itàlia, es va assegurar els serveis de Claudi, així com dels seus germans Antoni, duc de Lorena i Joan de Lorena, cardenal bisbe de Metz. Participaran així a la batalla de Marignan. En aquesta famosa batalla, Claudi es va comportar com un heroi i fou greument ferit.
El rei va donar suport llavors al procés que la Casa de Lorena portava contra la casa de Rohan a propòsit de Guisa; es va trobar un arranjament i el comtat de Guisa fou atribuït a Claudi de Lorena el 1520.
Claudi de Lorena fou llavors enviat a nombrosos fronts. El 1520, va combatre els anglesos a Picardia, després va acompanyar a Guillaume Gouffier de Bonnivet contra els espanyols. Col·locat al capdavant de 6500 lansquenets, va mostrar una audàcia poc comú i va derrotar a l'enemic a Hondarribia. Va combatre llavors als anglesos moltes vegades al nord de França. S'il·lustra així a Bapaume i a Hesdin, assegurant-se una reputació d'excel·lent capità.
A la batalla de Pavia el 1525, Francesc I fou fet presoner; durant la seva captivitat, diverses personalitats es repartiren poder, i Claudi fou conseller militar de Lluïsa de Savoia, la regenta de França. Aquest mateix any va esclatar la revolta dels pagesots als principats alemanys. Els anabaptistes aconseguiren apoderar-se de diverses ciutats. Tement per a la seguretat de les seves terres loreneses, Claudi i els seus germans decidiren aixecar un exèrcit, contra l'opinió del consell de regència que no en veia la necessitat. Aquest exèrcit lorenès estava compost de gentilhomes francesos fidels al duc de Guisa i de mercenaris vinguts de tot Europa. El 17 de maig de 1525, els pagesos rebels foren massacrats per l'exèrcit dels lorenesos a Saverne. Aquest episodi sagnant va valer a Claudi de Lorena el sobrenom de «Gran Carnisser».
A la seva tornada, el rei va procedir a una severa depuració en el seu cercle principal, apartant als Borbons que l'havien traït. Claudi de Lorena es va acostar al rei i aquest li va agrair la seva fidelitat anomenant-lo "Gran Munter" el 1526 i erigint el seu comtat de Guisa en ducat-paria el 1527; fou igualment anomenat governador de Borgonya. Aquests favors poc ordinaris per a una persona que no era de la família directa del rei van aixecar objeccions al Parlament, que veia d'un mal ull aquesta alienació d'una part de les terres reials, però es va haver de sotmetre a la voluntat del monarca.
El 1536, Claudi de Guisa va anar en ajut de Robert III de La Marck, capturada per Felip I de Nassau i tancat a Péronne. Amb 400 homes va aconseguir apoderar-se de la fortalesa i alliberar al mariscal. Aquesta proesa va valer una gran popularitat al duc de Guisa.

### Els Guisa, una potència ascendent
Conseller eficaç, Claudi de Guisa va efectuar nombrosos viatges diplomàtics a Europa, acompanyant el rei en els seus desplaçaments i les seves batalles. Va acumular durant aquest temps notables riqueses degudes als regals que li atorgava Francesc I, terres i privilegis de tots els gèneres. La seva fortuna va impressionar els grans del regne. El 1539, quan Carles Quint va travessar França per castigar els insurgents de Gant, Claudi va anar al seu encontre a Orléans acompanyat de 400 homes a cavall, per fer-li la recepció deguda.
El 1539, Francesc I va patir una greu malaltia, i Claudi, sens dubte empès pel seu germà el cardenal de Lorena, va prendre el partit del delfí Enric i de Diana de Poitiers. El rei no va aprecira gaire aquest acostament i va començar a desconfiar de la família de Guisa; a més, la doble autoritat de Claudi sobre la Xampanya i sobre Borgonya, va provocar gelosies, i alguns magnats es van queixar al sobirà. Aquest va retirar llavors el govern de Borgonya al duc de Guisa. El 1541, Carles Quint fracassava davant Alger i va reprendre la guerra contra els francesos. Carles d'Orleans, fill de Francesc I, es va posar al capdavant d'un exèrcit per atacar Luxemburg. Després de la presa de Montmédy pels francesos, el duc d'Orleans va decidir reunir-se amb el seu germà el delfí Enric al setge de Perpinyà. Va deixar llavors el comandament de l'exèrcit a Claudi de Lorena, que aconseguí contenir l'enemic. El 1544, l'exèrcit de Carles Quint va envair Xampanya, apoderant-se de Saint-Dizier i de Joinville, però Claudi va preferir retirar-se abans que d'enfrontar l'exèrcit imperial en les seves terres.
A partir d'aquesta època, Claudi de Lorena va abandonar les armes i fou el seu fill gran Francesc de Guisa el que va agafar el relleu. Claudi va fer construir llavors a Joinville el castell del Gran Jardí, per retirar-s'hi tranquil·lament.
A la mort de Francesc I i l'adveniment d'Enric II de França el 1547, el nou rei volia aliar-se a la casa de Guisa, però va preferir reposar-se en la jove generació més que cridar al vell duc (que tenia 51 anys). Va distribuir doncs els càrrecs i els privilegis als fills de Claudi. Aquest va morir l'abril de 1550, al seu castell de Joinville. Va ser enterrat en gran pompa, i la seva vídua va fer edificar una sumptuosa tomba, dissenyada per l'escultor italià Francesco Primaticcio anomenat el "Primatice" i realitzat per Dominique Florentin.

## Un gran soldat
El prestigi de Claudi de Guise descansa principalment sobre el seu alt valor militar. Va participar en la batalla de Marignan (1515) on fou greument ferit; al setge d'Hondarribia (Fuenterrabia) (1521); i a les batalles d'Hesdin (1522) i Neufchâteau (1523).
El 1525, disposat a marxar a Itàlia amb el rei Francesc I de França, aquest últim el va enviar a defensar les fronteres de l'est contra l'avanç dels pagesos revoltats i els mercenaris protestants. Ajudat pel seu germà Antoni, duc de Lorena, el va derrotar a Saverne el 1525.
La seva presència a l'est del país li impedirà ser al costat del rei en el moment de la desastrosa expedició de Pavia, el mateix any. A la seva tornada de captivitat, en agraïment del seu valor i la seva lleialtat, Francesc I, el va fer duc de Guisa (1528), comte d'Aumale, baró de Joinville, de Sable, de Mayenne, de La Ferté Bernard i marquès d'Elbeuf. Alguns altres fets d'armes puntuaran encara la seva vida militar.

## Un protector de les arts

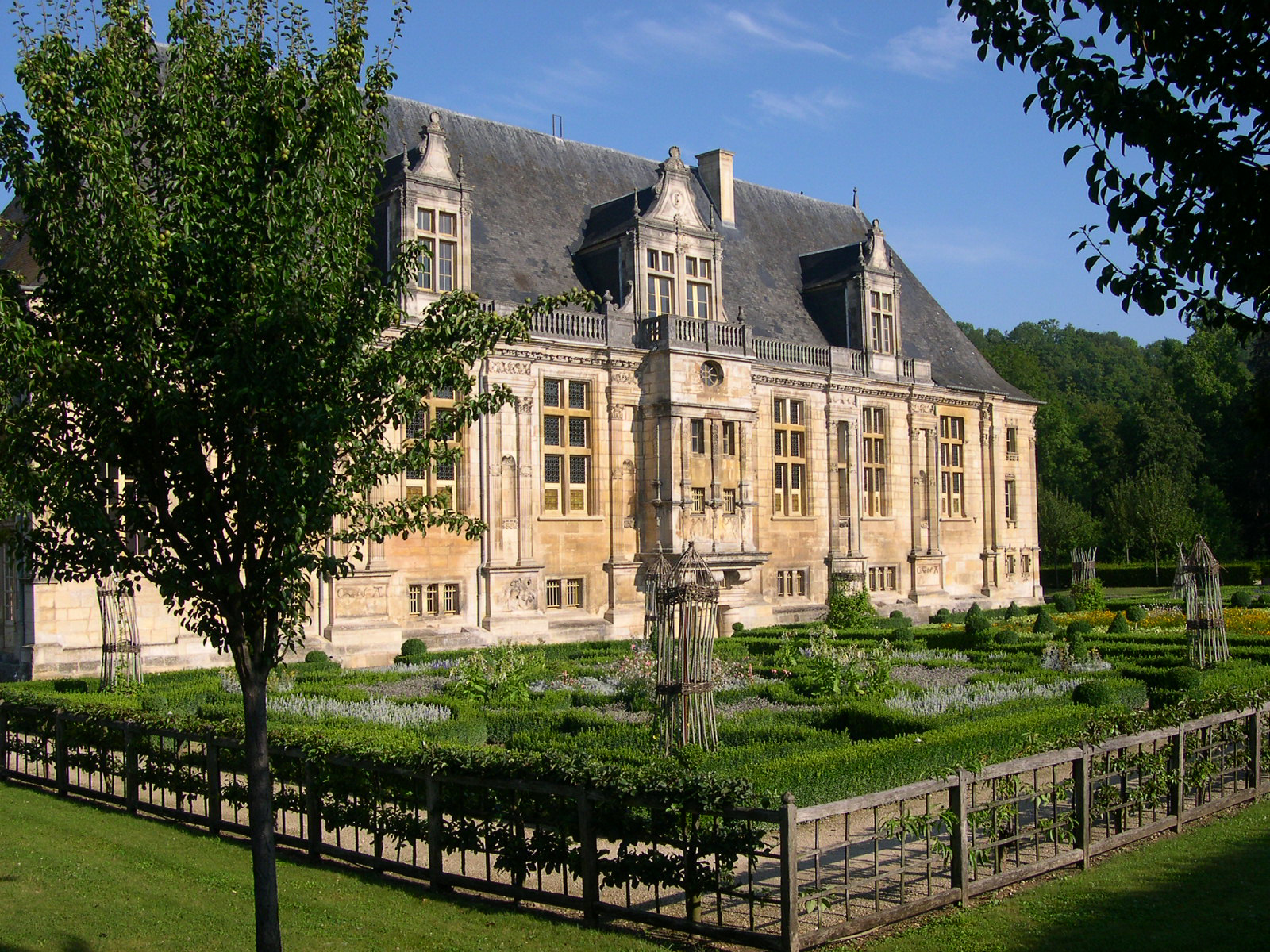
El castell del Gran Jardí a Joinville

De manera similar a Francesc I, Claudi de Lorena tenia el gust dels fastos i protegia els artistes capaç de fer brillar la seva casa. A Joinville, mantenia nombrosos músics, xantres i instrumentistes. Aquests actuaven en el moment de les cerimònies religioses i de les festes celebrades al castell. El duc de Guise va enviar fins i tot xantres com a regal al papa Climent VII. Claudi apreciava igualment la gent de lletres. Clement Marot va compondre una oda al duc de Guisa, i diversos altres poetes beneficiaris de les seves generositats el van lloar. El compositor Pierre Cléreau va compondre la seva missa-rèquiem.
Al llarg de les seves campanyes a Itàlia, Claudi de Lorena va ser impressionat per les obres mestres dels arquitectes del Renaixement italià. Seguia en això l'actitud de Francesc I que va fer anar prop d'ell a nombrosos artistes italians. El 1546, el duc de Guisa feu construir més avall del seu castell-fort de Joinville el Castell del Gran Jardí, edifici de talla modesta, però amb façanes ricament adornades d'escultures; està envoltat de canals que travessen un jardí magnífic. El poeta Rémi Belleau el descriu així en la Bergerie: «El més bonic i més ben acabat que es podria desitjar, sigui per al complant d'arbres fruiters, en llavor o en nucli […] en resum, de totes les fruites que hauria de recobrar la nostra França, a les estacions ordenades per la providència d'allò gran Déu, sigui per a la bellesa del parterre, adornat de tres fontetes d'aigua clara que sorgeix als flancs de la roca i que fa un canal d'una talla i dos quarts, passant a través d'aquest jardí, enriquit de compartiments, entrellacs, rivets, xifres, escut d'armes, ales, tancats, gabinets, laberints, arcs, arcades, i de tots els altres enriquiments que l'ull podria desitjar».

## Una família cèlebre
El 1513, es va casar amb Antonieta de Borbó-Vendôme (1493 † 1583), filla de Francesc de Borbó, Duc de Vendôme, i de Maria de Luxemburg, comtessa de Saint Pol, de Marle i de Soissons. Van tenir dotze fills:
1. Maria (1515 † 1560), casada el 1534 amb Lluís II d'Orleans († 1537), Duc de Longueville, després el 1538 amb 1Jaume V (1512 † 1542), rei d'Escòcia (unió de la qual és procedent Maria Stuart, reina d'Escòcia i esposa de Francesc II)

1. Francesc (1519 † 1563), segon duc de Guisa, cap catòlic, tinent general del regne,
2. Lluïsa (1520 † 1542), casada el 1541 amb Carles II de Croÿ († 1551), duc d'Aarschot,
3. Renata (1522 † 1602), abadessa de Saint-Pierre de Reims,
4. Carles de Guisa (1524 † 1574), cardenal de Lorena, arquebisbe de Reims,
5. Claudi (1526 † 1573), duc d'Aumale,
6. Lluís (1527 † 1578), cardenal de Guisa, bisbe de Metz, arquebisbe de Sens,
7. Felip (1529 † 1529),
8. Pere (1530 † jove),
9. Antonieta (1531 † 1561), abadessa de Faremoutiers,
10. Francesc (1534 † 1563), gran prior de l'Orde de Malta
11. Renat II (1536 † 1566), baró i després marquès d'Elbeuf.

Entre els seus descendents no directes, es troben:
- Maria Stuart, la seva neta, reina de França després Reina d'Escòcia; mare de Jaume I, rei d'Anglaterra, primer rei de la Dinastia dels Estuards
- Enric dit « el Tallat», el seu net, tercer duc de Guisa, adversari ferotge d'Enric III de França, que el farà assassinar al seu castell de Blois el 1588